# Torneig d'escacs de Viena de 1882
El torneig d'escacs de Viena de 1882 fou el segon torneig internacional d'escacs disputat a Viena, i un dels torneigs d'escacs més forts de la història. D'acord amb els ràtings no oficials de Chessmetrics, el torneig era (a data de març 2005) el més fort de la història, basant-se en què nou dels millors deu jugadors del món hi varen participar, inclosos tots els vuit primers.
La Societat d'Escacs de Viena s'havia format l'octubre del 1857, i aquest torneig, jugat del 10 de maig al 24 de juny de 1882 es va jugar per celebrar-ne el 25è aniversari. Els principals patrocinadors foren Ignác Kolisch i el president del club, Albert Salomon von Rothschild, que varen donar conjuntament 7500 francs a repartir entre els sis primers. Francesc Josep I d'Àustria fou el patró de l'esdeveniment, i també va donar un premi especial de 2000 Austrian Gulden (Kaiserpreis). El control de temps era de 15 moviments per hora, amb un descans de 2 hores després de 4 hores de joc. Les partides no finalitzades després de vuit hores de joc s'ajornarien per acabar-les en la jornada de descans.
El torneig es va jugar a doble round-robin i va patir diversos abandonaments en la segona volta. Noa va abandonar després de la primera ronda de la segona volta, Fleissig, Bird, Schwarz i Wittek també varen perdre partides per incompareixença. Finalment el torneig el van guanyar Wilhelm Steinitz i Szymon Winawer, que van decidir compartir el primer premi deprés que cadascun d'ells guanyés una partida de desempat. El premi especial fou per a Zukertort per haver tingut la millor actuació contra els tres primers. El 12 de maig, Steinitz va entaular una partida contra Mackenzie, posant fi d'aquesta manera a la cadena més llarga de victòries en la història des escacs fins a l moment. Steinitz fins llavors havia guanyat 25 partides consecutives; les últimes taules que havia concedit havien estat nou anys abans el 3 d'agost al torneig de Viena de 1873. Després d'això Steinitz perdria tres partides de manera consecutiva, contra Zukertort, Hruby, i Ware.

## Quadre de classificació
| #  | Jugador                                                  | 1  | 2  | 3  | 4  | 5  | 6  | 7  | 8  | 9  | 10 | 11 | 12 | 13 | 14 | 15 | 16 | 17 | 18 | Total |
| -- | -------------------------------------------------------- | -- | -- | -- | -- | -- | -- | -- | -- | -- | -- | -- | -- | -- | -- | -- | -- | -- | -- | ----- |
| 1  | Wilhelm Steinitz (Regne Unit)/ Bohemia                   |    | 1½ | ½½ | 0½ | ½1 | 10 | ½½ | 11 | 01 | 1½ | 01 | 10 | 11 | 11 | 11 | 01 | 11 | 11 | 24.0  |
| 2  | Szymon Winawer (Imperi Rus)/ Polònia                     | 0½ |    | 00 | 1½ | 0½ | 10 | 11 | 10 | 01 | 1½ | 11 | 11 | 11 | 11 | 11 | 11 | 11 | 01 | 24.0  |
| 3  | James Mason (Regne Unit)/ Irlanda                        | ½½ | 11 |    | 0½ | ½1 | ½½ | ½½ | 11 | 11 | 10 | 01 | 11 | ½1 | 1½ | 0½ | 11 | 01 | ½1 | 23.0  |
| 4  | Johannes Hermann Zukertort (Imperi Alemany)/ Polònia     | 1½ | 0½ | 1½ |    | ½½ | 0½ | 0½ | 11 | 11 | 00 | 11 | 01 | 01 | 11 | 11 | 11 | 11 | 01 | 22.5  |
| 5  | George Henry Mackenzie (Estats Units)/ Escòcia           | ½0 | 1½ | ½0 | ½½ |    | 10 | ½1 | 1½ | ½0 | 11 | 11 | 01 | 01 | 11 | 10 | 1½ | 11 | 11 | 22.5  |
| 6  | Joseph Henry Blackburne (Regne Unit)/ Anglaterra         | 01 | 01 | ½½ | 1½ | 01 |    | ½½ | 0½ | 10 | 01 | 10 | 11 | 1½ | 11 | 10 | 11 | 01 | 11 | 21.5  |
| 7  | Berthold Englisch (Imperi Austrohongarès)/ Silèsia txeca | ½½ | 00 | ½½ | 1½ | ½0 | ½½ |    | 11 | ½0 | ½½ | ½½ | 0½ | ½½ | 01 | 11 | 11 | 11 | ½1 | 19.5  |
| 8  | Louis Paulsen (Imperi Alemany)/ Alemanya                 | 00 | 01 | 00 | 00 | 0½ | 1½ | 00 |    | ½½ | ½1 | ½1 | 11 | ½1 | ½1 | ½1 | 11 | ½1 | ½1 | 18.5  |
| 9  | Alexander Wittek (Imperi Austrohongarès)/ Croàcia        | 10 | 10 | 00 | 00 | ½1 | 01 | ½1 | ½½ |    | ½0 | 01 | 10 | ½½ | ½½ | ½1 | 1½ | ½1 | 11 | 18.0  |
| 10 | Max Weiss (Imperi Austrohongarès)/ Hongria               | 0½ | 0½ | 01 | 11 | 00 | 10 | ½½ | ½0 | ½1 |    | 0½ | 11 | 0½ | 0½ | 01 | 00 | 11 | 11 | 16.5  |
| 11 | Vincenz Hruby (Imperi Austrohongarès)/ Bohemia           | 10 | 00 | 10 | 00 | 00 | 01 | ½½ | ½0 | 10 | 1½ |    | 10 | ½½ | 11 | 01 | 10 | 01 | 11 | 16.0  |
| 12 | Mikhail Chigorin (Imperi Rus) Rússia                     | 01 | 00 | 00 | 10 | 10 | 00 | 1½ | 00 | 01 | 00 | 01 |    | 11 | 00 | 11 | 1½ | 01 | 01 | 14.0  |
| 13 | Adolf Schwarz (Imperi Austrohongarès)/ Hongria           | 00 | 00 | ½0 | 10 | 10 | 0½ | ½½ | ½0 | ½½ | 1½ | ½½ | 00 |    | ½0 | 11 | ½0 | 01 | 11 | 14.0  |
| 14 | Philipp Meitner (Imperi Austrohongarès)/ Àustria         | 00 | 00 | 0½ | 00 | 00 | 00 | 10 | ½0 | ½½ | 1½ | 00 | 11 | ½1 |    | 01 | 01 | 01 | 11 | 13.0  |
| 15 | Henry Edward Bird (Regne Unit)/ Anglaterra               | 00 | 00 | 1½ | 00 | 01 | 01 | 00 | ½0 | ½0 | 10 | 10 | 00 | 00 | 10 |    | 11 | ½1 | 01 | 12.0  |
| 16 | Preston Ware (Estats Units)                              | 10 | 00 | 00 | 00 | 0½ | 00 | 00 | 00 | 0½ | 11 | 01 | 0½ | ½1 | 10 | 00 |    | 01 | 11 | 11.0  |
| 17 | Josef Noa (Imperi Austrohongarès)/ Hongria               | 00 | 00 | 10 | 00 | 00 | 10 | 00 | ½0 | ½0 | 00 | 10 | 10 | 10 | 10 | ½0 | 10 |    | ½0 | 9.0   |
| 18 | Bernhard Fleissig (Imperi Austrohongarès)/ Hongria       | 00 | 10 | ½0 | 10 | 00 | 00 | ½0 | ½0 | 00 | 00 | 00 | 10 | 00 | 00 | 10 | 00 | ½1 |    | 7.0   |